# Johann Rudolf Suter (Politiker)
Johann Rudolf Suter (* 21. Juni 1845 in Zofingen, Kanton Aargau; † 17. Dezember 1917 in Windisch; heimatberechtigt in Zofingen) war ein Schweizer Politiker (Freisinnige).

## Leben
Suter besuchte die Alte Kantonsschule Aarau und  wechselte infolge der freigeistigen und antiklerikalen Gesinnung Ernst Ludwig Rochholz an das Realgymnasium in Basel. Anschliessend studierte er an der ETH Zürich und betrieb mit seinem Vetter Gustav Rudolf Straehl bis 1889 eine Türkischrotfärberei in Zofingen.
Als Mitglied der Zofinger Schulpflege richtete er eine Mädchenbezirksschule und die Lehrerpensionskasse ein. Während 14 Jahren wirkte Suter als aargauischer Handelsrichter und war von 1880 bis zu seinem Tod freisinniger Aargauer Grossrat, welchen er 1889/1990 präsidierte. In den Jahren 1884/1885 war er als Verfassungsrat tätig. Der Oberst der Infanterie sass von 1901 bis 1917 im Nationalrat und vertrat den Nationalratswahlkreis Aargau-Südwest. Dabei bemühte er sich um die Tilgung der Restschuld aus dem Nationalbahnkonkurs von 1878. Der Bund lehnte die Forderung ab, war aber schliesslich bereit, den Zinssatz zu senken.